# 명법
명법(明法)은 대한민국의 승려다.

## 생애
서울대 불문과, 대학원에서 미학을 전공한 후 출가하였다. 수행 생활을 하며 운문사 승가대학원을 졸업하고 서울대 대학원에서 「송대 예술관에 끼친 선종의 영향」으로 박사 학위 받았다. 현대 사회에 불교적 가치를 접목하는 일에 관심을 갖고 명상, 심리학, 불교 미학 등에 관해 연구 및 강의 활동을 하고 있다. 2007년부터 2009년까지 스미스 여자대학교에서 박사후과정을 밟았으며, 체류기간 중 경험한 미국 불교과 수행자들에 관한 이야기를 2013년에 출판한 <미국 부처님은 몇 살입니까>에 담았다.

## 저서
- 명법 (2013). 《미국 부처님은 몇 살 입니까》. 아름다운인연. ISBN 9788993629972.